# Clásico bogotano
Clásico bogotano (dt. Derby von Bogotá), auch bekannt unter der Bezeichnung Clásico capitalino (dt. Hauptstadtderby), ist die spanische Bezeichnung für das Stadtderby zwischen den Fußballvereinen Independiente Santa Fe und Millonarios FC aus Bogotá, der Hauptstadt Kolumbiens. Beide Vereine gehören zu den Gründungsmitgliedern der ersten Liga, von denen nur diese beiden sowie ein weiterer Verein der ersten Stunde an allen Spielzeiten teilgenommen haben. Somit ist der Clásico bogotano das am häufigsten ausgetragene Stadtderby in der höchsten Spielklasse Kolumbiens.

## Geschichte
Obwohl es den Millonarios FC unter seinem heutigen Namen erst seit 1946 gibt, reichen seine Ursprünge bis ins Jahr 1937 zurück. Stadtrivale Independiente Santa Fe wurde 1941 gegründet. Das erste Derby wurde 1942 ausgetragen und endete mit einem 4:1-Sieg der Millonarios. Das erste offizielle Derby in der neugeschaffenen, landesweiten Categoría Primera A gewann Santa Fe im Jahr 1948 mit 5:3.
Obwohl sich beide Vereine das Estadio Nemesio Camacho („El Campín“) teilen, repräsentieren die Millonarios den wohlhabenderen Norden der Stadt und der Lokalrivale Independiente Santa Fe als „Liebling der Massen“ den raueren Süden von Bogotá. Die Unterschiede zwischen beiden Fangruppen machen sich auch in politischen Aktionen bemerkbar: während die Fans von Santa Fe bei der zu Spielbeginn erklingenden Nationalhymne inbrünstig mitsingen, verweigern die Fans der Millonarios der Hymne ihre Teilnahme und begrüßen ihre Mannschaft stattdessen mit faschistischen Saluts.

## Statistik

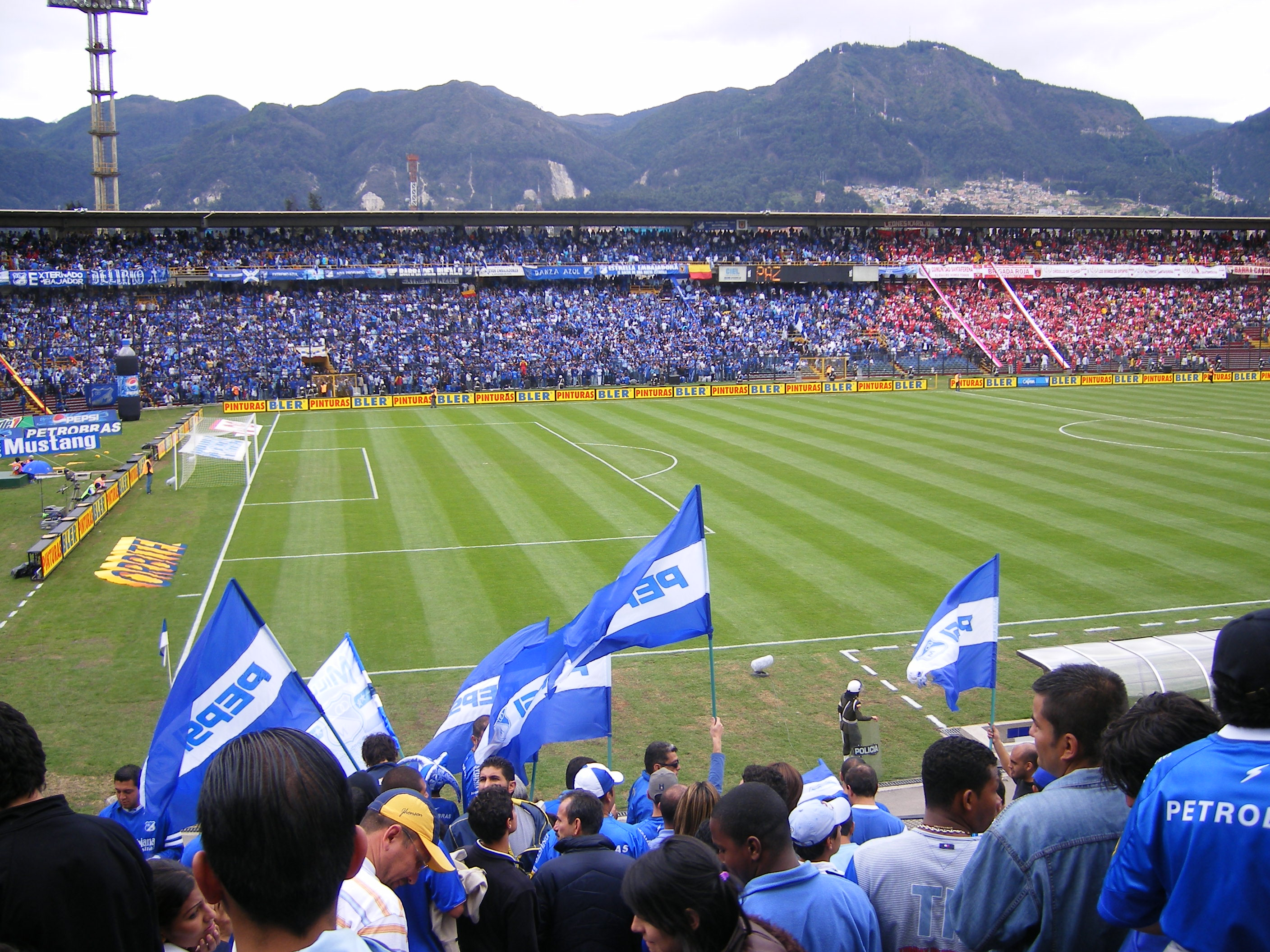
Clásico bogotano am 1. April 2007 (4:2-Heimsieg der Millonarios)

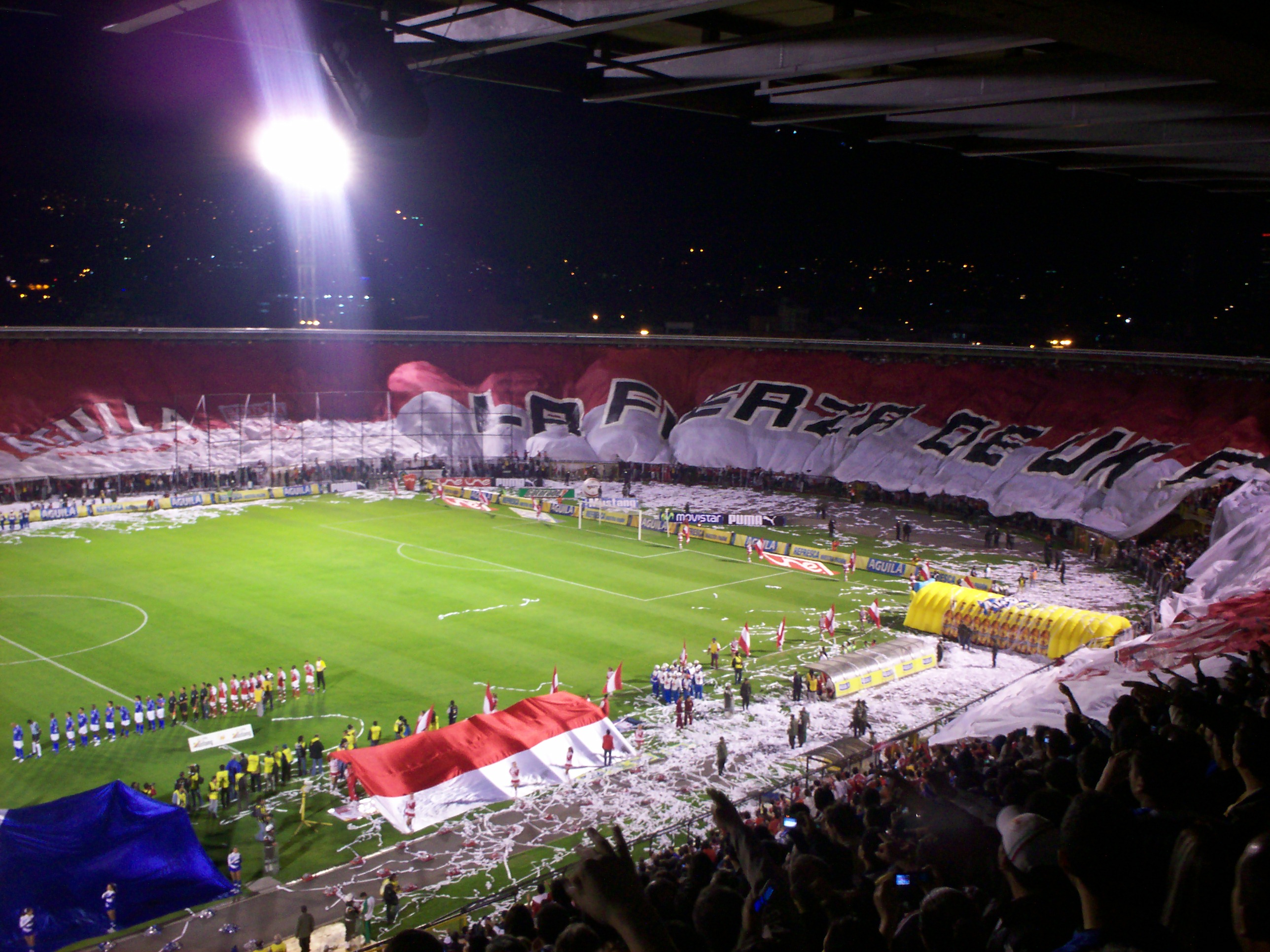
Clásico bogotano am 22. März 2008 (mit Heimrecht Santa Fe, 1:1)

### Derbybilanz
| Stand: 11. November 2018 | Millonarios | – | Santa Fe |

| Wettbewerb                   | Spiele | Siege | Remis | Siege | Tore      |
| ---------------------------- | ------ | ----- | ----- | ----- | --------- |
| Kolumbianische Meisterschaft | 295    | 116   | 100   | 79    | 441 : 361 |
| Kolumbianischer Pokal        | 14     | 4     | 6     | 4     | 18 : 20   |
| Kolumbianische Superliga     | 2      | 0     | 0     | 2     | 1 : 3     |
| Internationaler Wettbewerb   | 4      | 0     | 3     | 1     | 1 : 2     |
| Gesamtbilanz                 | 315    | 120   | 109   | 86    | 461 : 386 |

### Die Titel im direkten Vergleich
| Wettbewerb                   | Titel | Zuletzt | Titel | Zuletzt |
| ---------------------------- | ----- | ------- | ----- | ------- |
| Kolumbianische Meisterschaft | 15    | 2017    | 9     | 2016    |
| Kolumbianischer Pokal        | 3     | 2011    | 2     | 2009    |
| Kolumbianische Superliga     | 1     | 2012    | 3     | 2017    |
| Copa Merconorte              | 1     | 2001    | 0     |         |
| Copa Sudamericana            | 0     |         | 1     | 2015    |

### Weitere Rekorde
Die meisten Derbys bestritt auf Seiten der Millonarios Bonner Mosquera mit 46 Einsätzen und Alfonso Cañon lief 45 Mal für Santa Fe auf.
Die meisten Tore in einem Derby erzielte José María Ferrero, der am 30. Juni 1968 vier Treffer zum 5:1-Sieg der Millonarios beisteuerte. Drei Spieler erzielten insgesamt 15 Derbytreffer. Dies waren Léider Preciado für Santa Fe und Alfredo Castillo für die Millonarios. Miguel Ángel Converti erzielte 14 Derbytreffer für die Millonarios und einen Treffer für Santa Fe.
Die höchsten Derbysiege erzielte der Millonarios FC jeweils mit 6:0 in den Jahren 1952 und 1954. Santa Fe gelang 1992 ein 7:3-Erfolg gegen die mit dem späteren Nationaltorwart Óscar Córdoba angetretenen Millonarios.